# Sörby borg
Sörby borg är en svensk fornborg som ligger väster om Bredsättra i Gärdslösa socken på Öland.
Sörby borg, som är Ölands största fornborg, ligger på ett område som kallas Kvinnön. Kvinnön var en ö i en sjö, innan Skedemosse började dikas ut för 400 år sedan. Skedemosse var tidigare en offerplats där bland annat Sveriges största guldskatt har hittats.
Sörby borg omnämndes första gången 1703 av prästen Nicholaus Vallinus i hans avhandling ”Om Öland”. Sörby borg upptäcktes 2021 av arkeologen Jan-Henrik Fallgren.